# Peñasco Blanco
Peñasco Blanco es una gran casa chacoana de la civilización Anasazi. Se trata de un sitio arqueológico localizado en el Cañón del Chaco, un cañón de los Estados Unidos de América en el estado de Nuevo México. Es un complejo en forma de arco construido en la cima de despeñadero de un cañón; fue construido en cinco etapas diferentes estre los años 900 DC y 1125 DC. La pintura en un peñasco (la "Platografía de la Supernova") cercano podría haber grabado la observación de una supernova el 5 de julio de 1054 DC.

## Citas
1. ↑  Kelley y Milone, 2004, p. 413.